# The Barker
The Barker è un film muto del 1917 diretto da J.A. Richmond.

## Trama
Il professor Leo Fielding viene bandito dalla società dopo essere stato preso in una retata della polizia in un covo anarchico dove, suo malgrado, aveva accompagnato il fratello minore Henri. Leo parte per gli Stati Uniti, affidando la figlioletta Floria al fratello. Qualche anno dopo Dulcine, la moglie di Henri, complotta per eliminare Floria, così da impadronirsi dei suoi beni. Convince così il marito a mandare la ragazza dal padre, negli Stati Uniti, accompagnata durante il viaggio dal conte de Grasse, il capo degli anarchici, che lei ha pagato perché uccida la nipote. Quando a Leo arriva la notizia che la figlia è morta annegata, perde ogni interesse alla vita.
Passa qualche anno. Leo è diventato un imbonitore e lavora in un circo dove fa amicizia con la giovane trapezista senza sapere che quella è sua figlia, costretta a lavorare per De Grasse, il direttore del circo. Floria rifiuta di sposare l'impresario Lemuel Salter, mentre invece intreccia una relazione con Wilfred Wells che sta investigando sotto mentite spoglie su Salter. Dopo essere stato battuto da Wells, Salter decide di vendicarsi versando dell'acido sulla rete di sicurezza dove deve cadere Floria. Ma a rimanere ucciso sarà de Grasse, che si esibisce prima della ragazza. Prima di morire, rivela la vera identità di Floria, che scopre di essere la figlia di Leo.

## Produzione
Il film fu prodotto dalla Selig Polyscope Company.

## Distribuzione
Distribuito dalla K-E-S-E Service, il film uscì nelle sale cinematografiche statunitensi il 13 agosto 1917.